# Rita dalla Chiesa
Rita dalla Chiesa (née à Casoria le 31 août 1947) est une présentatrice de télévision et femme politique italienne.

## Biographie
Rita dalla Chiesa est née le 31 août 1947 à Casoria. Elle est la fille  du général Carlo Alberto dalla Chiesa, assassiné en 1982 avec son épouse, Emanuela Setti Carraro.

## Carrière
La carrière de Rita dalla Chiesa débute en 1983, lorsqu'elle présente le spectacle Vediamoci sul due sur Rai 2, puis Pane e marmellata avec Fabrizio Frizzi. Elle rejoint Fininvest où elle présente en 1988 Forum, une émission quotidienne sur les affaires judiciaires diffusée sur Canale 5. Dans les années 1990, elle  présente l'émission en prime time 44 Gatti.
Dalla Chiesa est restée au 44 Gatti jusqu'en 1997, date à laquelle elle est déplacée sur Rete 4. Elle passe à une nouvelle émission sur Canale 5, Signore Mie, puis présente Il Trucco c'è, un talk-show du samedi après-midi sur Retequattro. Après un retour à la RAI en 2002/2003, où elle présente l'émission matinale I Fatti Vostri . En septembre 2003, elle revient au Forum, qui  en 2008 va sur Canale 5. En septembre 2008, elle présente Il Ballo delle Debuttanti, un spectacle de talents sur la danse aux heures de grande écoute. En 2010, elle  commence à animer Forum Bau, une émission sur les animaux de compagnie. En septembre 2022, elle est élue députée affiliée à Forza Italia.

## Vie personnelle
Fabrizio Frizzi est son deuxième mari de 1992 à 1998 

## Télévision
- Alquanto occupata ( Rai 2, 1980-1981)
- Vediamoci sul due (Rai 2, 1982-1984)
- Pane e marmellata (Rai 2, 1984-1985)
- Domenica più
- Forum ( Canale 5, 1988-1997, 2003-présent)
- Forum giovani (Canale 5, 1994)
- 44 gatti (Canal 5, 1993)
- Affari di famiglia (Affaires de famille) (Canale 5, 1992-1993)
- Pomeriggio di festa (Canale 5, 1994)
- Canzoni sotto l'albero (Canale 5, 1993-1996)
- Forum de sera (Canale 5, Chaîne 4, 1994-1997)
- Signore mie (Canale 5, 1998)
- Il trucco c'è (Rete 4, 1999-2001)
- I fatti vostri (Rai 2, 2002-2003)
- Téléthon (2000) (Rai 2, 2000)
- C'era una volta la fattoria (Rete 4, 2002) [4]
- Vivere meglio (Vivre mieux) (Réseau 4, 2003)
- Il verdetto ( Rete 4, 2005)
- Sessione pomeridiana di Forum (Rete 4, 2006-présent)
- Il ballo delle debuttanti (Le bal des débutants) (Canale 5, 2008)
- Forum Bau (Rete 4, 2010-présent)